# Le Temps des moissons
Pour la série, voir Le Vent des moissons.
Pour plus de détails, voir Fiche technique et Distribution.
Le Temps des moissons (Elokuu) est un film finlandais réalisé par Matti Kassila, sorti en 1956.

## Synopsis
Viktor Sundvall est un auteur raté et alcoolique vivant dans la campagne finlandaise avec sa femme. C'est le mois d'août et une amie de la famille avec qui il a eu une aventure, Maija Länsilehto, leur rend visite.

## Fiche technique
- Titre : Le Temps des moissons
- Titre original : Elokuu
- Réalisation : Matti Kassila
- Scénario : Matti Kassila d'après le roman de F.E. Sillanpää
- Musique : Ahti Sonninen
- Photographie : Esko Nevalainen
- Montage : Nils Holm
- Production : Mauno Mäkelä
- Société de production : Fennada-Filmi
- Pays de production :  Finlande
- Genre : Drame
- Durée : 94 minutes
- Dates de sortie : Finlande : 5 octobre 1956

## Distribution
- Toivo Mäkelä : Viktor Sundvall
- Emma Väänänen : Saimi Sundvall
- Rauni Luoma : Maija Länsilehto
- Aino-Maija Tikkanen : Tyyne Sundvall
- Rauni Ikäheimo : Iita
- Senni Nieminen : Hanna Nieminen
- Heikki Savolainen (en) : Mauno Viljanen
- Tauno Kajander : Taave
- Topi Kankainen : Alpertti
- Väinö Luutonen : Väinö Länsilehto

## Distinctions
Le film a été présenté en sélection officielle en compétition au Festival de Cannes 1957.